# Triumph TR6 Trophy
La TR6 Trophy est une moto fabriquée par Triumph à Meriden de 1956 à 1973, date à laquelle elle a été remplacée par la Triumph Tiger TR7V 750 cm3 à cinq vitesses. Durant toute sa commercialisation ce fut un modèle apprécié, particulièrement aux États-Unis. La variante de compétition, connue sous le nom de « desert sled » (traîneau du désert), remporta de nombreuses compétitions de la fin des années 1950 jusqu'aux années 1960. L’apparition de la moto dans La Grande Évasion et le penchant de Steve McQueen pour ce modèle sont connus.

## Contexte
La genèse du modèle remonte à l'introduction de la Triumph Thunderbird 650 cm3 en 1950. Ce modèle visait à répondre à la demande de motos de plus grosse cylindrée, notamment des États-Unis, le plus grand marché à l'exportation de Triumph. En 1954 fut introduit le modèle T110, une version plus performante de la Thunderbird. Le succès de ces modèles et de la TR5 Trophy de 500 cm3 conduisirent à la création d'un modèle TR6 Trophy de 650 cm3 . La TR6 fut développée et produite spécifiquement pour le marché américain, en particulier les courses dans le désert californien . 

## Modèles pré-units
Le modèle a été introduit en 1956 et baptisé TR6 Trophy-Bird, empruntant son nom au modèle Thunderbird . Le modèle utilisait le même moteur que la T110, mais avec la nouvelle culasse "Delta" en alliage. Les cylindres en fonte furent conservés, mais peint en argent. Le moteur avait un taux de compression de 8,5: 1 et développait 42 ch, une puissance idéale pour la compétition en tout-terrain ce qui la rendit populaire. Elle était équipée d’un système d’échappement «siamois» (deux-en-un) et d’un frein avant à tambour de 7 pouces . Une autre caractéristique empruntée à la TR5 était le phare avant à attaches rapides, ce qui était pratique pour les motos se rendant à des compétitions et revenant par la route. Celui-ci utilisait un connecteur multibroche qui était branché dans le fond de la cuve du phare. 
Pour 1957, le frein avant passa à 8 pouces et la TR6 recevait en série une magnéto Lucas Red Label Competition . C'était également la première année du réservoir "Harmonica" avec sa grille caractéristique. Pour l'année 1959, la Trophy fut proposée en deux variantes, TR6/A et TR6/B. La TR6/A était un roadster avec des échappements bas et le TR6/B un scrambler à échappements hauts . Lors de la Big Bear Run de 1960, Edward Turner, le légendaire designer Triumph, fut témoin de la mort d’un jeune pilote sur une TR6 causée par une défaillance du cadre. À la suite de ce drame Turner fit immédiatement équiper tous les modèles d'une tête de direction renforcée. Pour 1961 le nom "Trophy-Bird" fut simplement remplacé par "Trophy". Les modèles d'exportation américains étaient désignés TR6C pour les modèles de compétition et TR6R pour les modèles de route. Les couleurs Ruby Red et Silver furent utilisées pour tous les modèles. Pour 1962, les modèles américains furent désignés TR6SR et TR6SC . Le modèle TR6SS, lancé en 1962 et proposé jusqu’en 1966, était similaire au modèle routier mais doté d’un système d’échappement deux en un. Les TR6SS utilisaient une magnéto K2F moins chère que la K2FC de compétition utilisée précédemment. 

## Modèles units (avant les modèles avec réservoir d'huile dans le cadre)
En 1963, comme sur les autres modèles de 650 cm3, la Trophy était une construction unit. La magnéto fut remplacée par une bobine d'allumage. Pour 1964, la moto reçu une fourche plus robuste, ce qui améliora sa maniabilité. Les instruments Smiths Chronometric furent remplacés par des instruments magnétiques. En 1965, une broche de localisation permettant de retrouver le point mort haut fut ajoutée afin de permettre la synchronisation sans utiliser de jauge de cadran. 
En 1966, le badge de réservoir changea pour passer du style "Harmonica" au "Eyebrow" (sourcil). D'une manière assez confuse les noms des modèles pour les États-Unis revinrent à TR6R et TR6C. Le circuit électrique passa en 12 volts, le réservoir d'huile augmenta sa capacité pour passer à 6 pintes (3.5 litres) et le tambour de frein avant fut repensé pour permettre une surface de freinage plus grande . Les modèles TR6C recevaient un réservoir en goutte de plus petite taille de 11 litres sans grille. 
Pour 1967, la TR6 subit quelques modifications au niveau du moteur . La compression augmenta à 9:1, les soupapes d'échappement et l'arbre à cames provenaient de la Bonneville entraînant une augmentation de puissance de 5 ch. Cette même année fut le début du passage aux constructions unifiées. La TR6C avait deux tuyaux d'échappement en hauteur sur le côté gauche. 
1968 vit l'introduction d'un frein à double patin  ainsi qu'un carburateur concentrique Amal . La TR6R était la version "Sport" avec des échappements bas, et la TR6C était la "Trophy Special" avec des échappements hauts et des repose-pieds rabattables. La TR6C Trophy Special fut construite à la demande du distributeur américain de Triumph de l'époque, Johnson Motors dans le sud de la Californie, afin de cibler le nombre croissant de motards roulant dans le désert. Ce modèle appelé «Desert Sled» était équipé de pneus Dunlop Trials Universal à bande de roulement. 

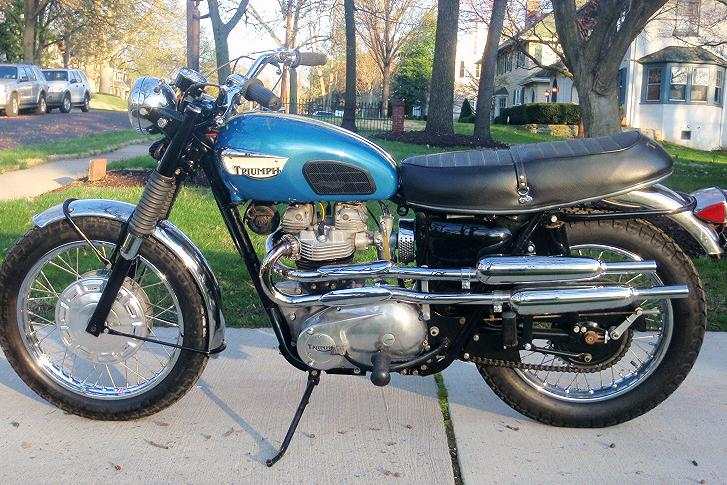
Triumph Trophy 1968 TR6C 650 cm3

Les TR6 et TR6R furent renommées Tiger en 1969, laissant le nom Trophy au modèle TR6C. Le frein avant utilisait un levier de commande modifié pour éviter de coincer le câble sur le garde-boue avant. Les autres modifications incluaient un alternateur RM21 plus grand et deux klaxons Windtone. La grille de réservoir fut finalement supprimée sur tous les modèles. 
1970 fut la dernière année avant l’adoption de l'huile dans le cadre. La même année, les échappements de la TR6C reçurent des boucliers thermiques « barbecue ».

## Modèles avec réservoir d'huile dans le cadre
En 1971, les TR6R Tiger et TR6C Trophy adoptèrent le cadre P39 comme les autres modèles 650 cm3 de la marque. Les doubles échappements hauts furent conservés sur le côté gauche . La principale amélioration apportée par rapport aux modèles précédents résidait dans la tenue de route, grâce au cadre renforcé et l’amélioration de la fourche avant. Cependant, ces nouveaux modèles rencontrèrent de nombreux problèmes. La capacité d'huile réduite provoquait une surchauffe du moteur, le nouveau frein avant à moyeu «conique» devait être ajusté fréquemment pour éviter toute perte de puissance et les nouveaux équipements électriques se révélèrent peu fiables. Des changements en milieu d'année tentèrent de corriger ces problèmes. Pour 1972, une boite à cinq vitesses était proposée en option, créant ainsi les modèles TR6RV et TR6CV. Le modèle TR6 fut arrêté en 1973, remplacé par le modèle TR7 de 750 cm3. 

## Modèles police
Avant d’utiliser la Trophy, les forces de police britanniques utilisèrent avec succès les modèles Speed Twin et Thunderbird. La version Trophy, TR6P, portait le nom de modèle "SAINT" acronyme de "Stop Anything In No Time" (Arrêtez n'importe quoi en un rien de temps) . Ces modèles étaient équipés d'un réservoir d'essence spécial qui recevait généralement un radiotéléphone PYE. Il y avait également des sacoches avec un carénage ou des protège-jambes . Ces modèles furent vendus entre 1967 et 1973, l'usine modifiant légèrement les spécifications en fonction des besoins de chaque service de police. 
Un rare modèle TR6SS fut produit pour la police américaine mais on ignore si le modèle fut utilisé pour des tâches de police . En 1967, Triumph a commercialisé le modèle "SAINT" auprès du public américain en remplacement du modèle apprécié mais abandonné Thunderbird. 

## Chiffres de production
Liste des quantités produites pour les différents modèles et pour chaque année . 
| Modèle | 55 | 56   | 57   | 58   | 59   | 60   | 61   | 62   | 63   | 64   | 65   | 66   | 67   | 68   | 69   | 70    | 71    | 72   | 73  |
| ------ | -- | ---- | ---- | ---- | ---- | ---- | ---- | ---- | ---- | ---- | ---- | ---- | ---- | ---- | ---- | ----- | ----- | ---- | --- |
| TR6    | 1  | 1678 | 1691 | 1691 | 1254 | 1221 |      |      |      |      | 1220 | 637  | 262  | 357  | 377  | 682   |       |      |     |
| TR6B   |    |      |      |      |      | 402  |      |      |      |      |      |      |      |      |      |       |       |      |     |
| TR6C   |    |      |      |      |      |      | 310  |      |      | 192  |      | 543  | 2042 | 1573 | 2772 | 1880  | 3056  | 1150 |     |
| TR6CV  |    |      |      |      |      |      |      |      |      |      |      |      |      |      |      |       |       | 2    |     |
| TR6P   |    |      |      |      |      |      |      |      |      |      |      |      | 570  | 977  | 852  | 1323  | 154   | 752  | 25  |
| TR6R   |    |      |      |      |      |      | 1108 |      |      | 963  |      | 1529 | 4706 | 2673 | 4900 | 6246  | 7527  | 3607 |     |
| TR6RV  |    |      |      |      |      |      |      |      |      |      |      |      |      |      |      |       | 1     | 2047 | 122 |
| TR6SR  |    |      |      |      |      |      |      |      |      | 478  | 922  | 1631 |      |      |      |       |       |      |     |
| TR6SS  |    |      |      |      |      |      |      | 1266 | 1685 | 447  | 182  | 83   |      |      |      |       |       |      |     |
| TR6SC  |    |      |      |      |      |      |      |      |      | 60   | 346  | 260  |      |      |      |       |       |      |     |
| Total  | 1  | 1678 | 1691 | 1691 | 1254 | 1623 | 1418 | 1266 | 1685 | 2140 | 2670 | 4683 | 7580 | 5580 | 8091 | 10131 | 10468 | 7558 | 147 |

## Compétition
Liste de toutes les victoires recensées de TR6 Trophy . 
| Année | Événement                                                         | Vainqueurs                              |
| ----- | ----------------------------------------------------------------- | --------------------------------------- |
| 1956  | Big Bear Run (Catégorie ouverte)                                  | Bill Postel (1er), Bud Ekins, Alvin Cox |
| 1956  | ISDT (Catégorie 750 cm3)                                          | John Giles                              |
| 1956  | Catalina Grand Prix (Catégorie Ouverte)                           | Bill Postel                             |
| 1957  | Big Bear Run (Catégorie ouverte)                                  | Bud Ekins                               |
| 1957  | Grand Prix Catalina (Catégorie Ouverte)                           | Bob Sandgren                            |
| 1957  | Greenhorn Enduro                                                  | Eddie Day                               |
| 1957  | California State TT Championship                                  | Ed Kretz Jr.                            |
| 1957  | California State Scrambles Championship                           | Dick Dorrestyne                         |
| 1957  | AMA Scrambles National Championship                               | Bud Ekins                               |
| 1957  | AMA National Hare and Hound Championship                          | Buck Smith                              |
| 1958  | ISDT (Catégorie 750 cm3)                                          | John Giles                              |
| 1958  | Big Bear Run (Catégorie ouverte)                                  | Roger White                             |
| 1958  | Catalina Grand Prix (Catégorie Ouverte)                           | Bob Sandgren                            |
| 1958  | Peoria TT (Catégorie 80 ci)                                       | Dick Dorrestyne                         |
| 1958  | California State Hare and Hound Championship                      | Bud Ekins                               |
| 1958  | AMA National Hare and Hound Championship                          | Buck Smith                              |
| 1959  | Big Bear Run                                                      | Bud Ekins                               |
| 1959  | Greenhorn Enduro                                                  | Buck Smith                              |
| 1959  | East Coast Scrambles Championship                                 | Jim Hayes                               |
| 1960  | Southern 500                                                      | Jim Hayes                               |
| 1962  | ISDT (Catégorie 750 cm3)                                          | Bud Ekins                               |
| 1962  | Hi-Mountain 200 milles (322 kilomètres) Enduro                    | Al Rodgers                              |
| 1963  | Greenhorn Enduro                                                  | Mike Konle                              |
| 1963  | AMA Cross Country Championship                                    | Eddie Mulder                            |
| 1964  | ISDT (Catégorie 750 cm3)                                          | John Giles                              |
| 1964  | Greenhorn Enduro                                                  | Buck Smith                              |
| 1964  | Corriganville Grand Prix                                          | Eddie Mulder                            |
| 1965  | Hi-Mountain Enduro                                                | Eddie Day                               |
| 1965  | AMA Cross Country Championship                                    | Ron Nelson                              |
| 1965  | Corriganville Grand Prix                                          | Eddie Mulder                            |
| 1965  | Stone Mountain Enduro                                             | Leroy Taylor                            |
| 1965  | Greenhorn Enduro                                                  | Jim Burleson                            |
| 1966  | Hare Scrambles National Championship                              | Dick Vick                               |
| 1967  | Barstow - Vegas 150 milles (241 kilomètres) course dans le désert | Dusty Coppage                           |
| 1970  | Barstow - Vegas 150 milles (241 kilomètres) course dans le désert | Mike Burke                              |
| 1970  | World Championship Hare and Hound                                 | Bob Ferro                               |

## Steve McQueen et les International Six Day Trials de 1964
En 1964, l’équipe américaine ISDT, composée des frères Ekins et de Steve McQueen, se rendit en Allemagne de l’Est. Les nouveaux modèles TR6SC et T100SC furent récupérés auprès de Meriden pour la compétition. Cliff Coleman obtint la troisième place de la catégorie 750 cm3 et Dave Ekins a remporta la cinquième place de la catégorie 500 cm3. Bud Ekins et Steve McQueen abandonnèrent tous les deux le troisième jour, Ekins avec une cheville cassée. La moto Steve McQueen qui a été retrouvée depuis appartient maintenant à Sean et Catherine Kelly de Johnson Motors .

## Apparition dansLa Grande Évasion

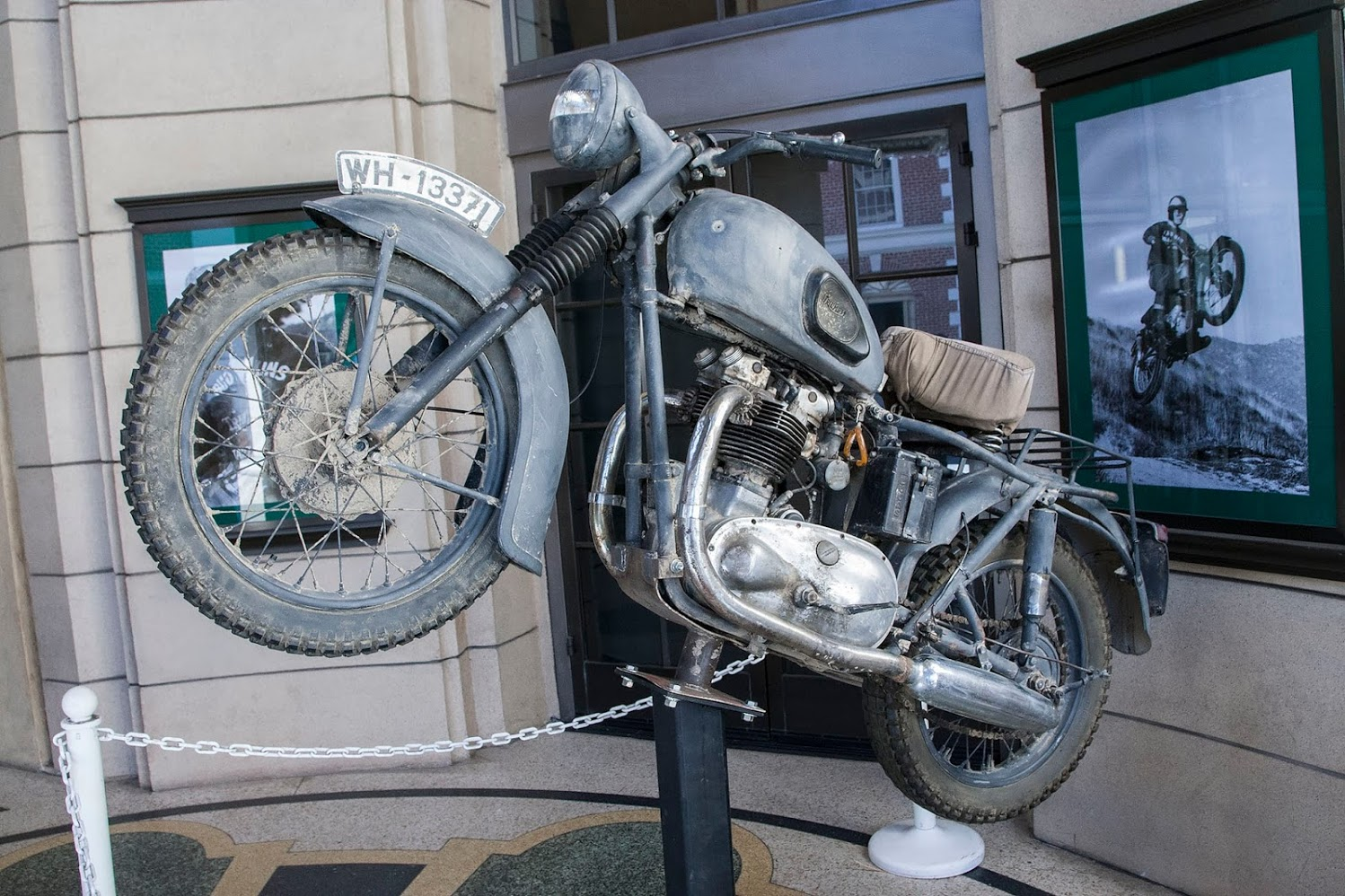
La moto utilisée par Ekins pour les cascades dans le film La Grande Évasion.

Les motos utilisées lors de la poursuite dans le film La Grande Évasion étaient des modèles Triumph TR6 Trophy de 1961, déguisés en motos allemandes BMW R75 ,. La vedette du film, Steve McQueen, a lui-même effectué l'essentiel des cascades du film, bien que Bud Ekins ait interprété la célèbre scène de saut en tant que doubleur de McQueen . C'est le célèbre pin-striper et artiste Von Dutch qui a transformé les motos pour le film tout en travaillant dans la boutique d'Ekins.